# 하야시 다이치 (성우)
하야시 다이치(林 大地, 11월 12일 ~ )는 일본의 성우로, 군마현 출신이며, 아트비전 소속다.